# Lucien Dirksz
Lucien Pedro Lodevicus Dirksz (nascido em 29 de setembro de 1968) é um ex-ciclista arubiano.

## Olimpíadas
Participou, representando o território holandês, Aruba, de dois Jogos Olímpicos, em 1992 e 1996. Foi o porta-bandeira de Aruba na cerimônia de abertura dos Jogos Olímpicos de Barcelona 1992.